# Felix Hendrik Bloemgarten
Felix Hendrik Bloemgarten (Heerlen, 23 mei 1920 - nabij Dreux, 26 juli 1944) was een Nederlandse student die tijdens de Tweede Wereldoorlog actief was als Engelandvaarder en verzetsstrijder.

## Levensloop
Bloemgarten studeerde in Delft toen de Tweede Wereldoorlog uitbrak. Nadat de Joodse studenten niet langer aan de universiteit welkom waren was hij actief in het Delfts verzet. Hij was woonachtig op Boothstraat 10 te Utrecht (stad).
In 1941 besloot hij Nederland te verlaten. Via Cuba bereikte hij de Verenigde Staten, waarna hij zich in Canada aanmeldde bij de geallieerde strijdkrachten.
Hij kreeg een opleiding navigator-bombardeur. Na zijn opleiding werd hij in Engeland ingedeeld bij het Dutch 320 B Squadron. Bij zijn 23ste vlucht boven vijandelijk gebied werd hij op 26 juli 1944 bij Dreux neergeschoten. Hij werd door de Duitsers begraven.